# Филимонова, Ольга Игоревна
О́льга Игоревна Филимонова (ещё известна как Смирнова; род. 4 октября 1983, Свердловск, РСФСР, СССР) — российская актриса театра и кино.

## Биография
Ольга родилась 4 октября 1983 года в Свердловске (ныне — Екатеринбург). С раннего детства занималась бальными танцами и акробатикой, затем в театральной студии при театре музыкальной комедии. Училась в свердловских школах № 5 и № 74. Параллельно окончила Школу современного танца при Екатеринбургском Центре Современного Искусства (2001). Затем училась в Российской Академии Театрального Искусства (РАТИ—ГИТИС), режиссёрский факультет, актёрская группа, мастерская О. Л. Кудряшова (окончила в 2006 году). С 2007 года снимается в кино.

Роль Аполлинарии Сусловой, сыгранная Ольгой Филимоновой в сериале «Достоевский», вызвала противоречивые оценки. «У неё вообще очень точно схваченный характер и образ», — считает сценарист фильма Эдуард Володарский. А литературовед и специалист по Достоевскому Игорь Волгин полагает, что:
«Аполлинария Суслова в этом фильме получилась слишком… развратной. Даже взгляд — роковой опытной женщины, а не целомудренной девушки».

## Личная жизнь
Разведена с 2019 года, была в браке с Алексеем Филимоновым, актёром.
Дети — дочь Василиса Алексеевна Филимонова (род. 2006) и сын Фёдор Алексеевич Филимонов (род. 2014).

## Творчество

### Театральные роли
Дипломные спектакли:
- «Вий», Николай Васильевич Гоголь (реж. Светлана Землякова), главная роль — Панночка
- «Троянки», Еврипид (реж. Светлана Землякова), главная роль — Афина
- «По-лю-бо-вно», танцевальный спектакль (реж. Олег Глушков)
- «Кармина Бурана», Карл Орф, сценическая кантата (реж. Олег Кудряшов)
- «Нос», Николай Васильевич Гоголь (реж. Андрей Неделькин), все женские роли
- «Синяя борода — надежда женщин», Д. Лоэр (реж. Екатерина Гранитова), роль — Юдит, совместная продукция «Школы современной пьесы», движения «Kislorod» и общественного фонда «Алем Арт» (Казахстан):
- «Объяснить» (реж. Иван Вырыпаев)

### Фильмография[4]
— главная роль.

| Год  |     | Название                                      | Роль                                                       |
| ---- | --- | --------------------------------------------- | ---------------------------------------------------------- |
| 2008 | ф   | Платон                                        | девушка из Брянска                                         |
| 2008 | ф   | Стиляги                                       | девушка Боба (по сценарию Шерри)                           |
| 2008 | ф   | Фотограф                                      | эпизод                                                     |
| 2009 | ф   | Террор любовью                                | Лена, дочь Кати                                            |
| 2009 | ф   | Предел желаний                                | Варя, подруга Нади                                         |
| 2010 | с   | Телохранитель 3                               | Света Комарова                                             |
| 2010 | ф   | Тёмный мир                                    | ведьма                                                     |
| 2010 | кор | Скольжение                                    | стюардесса                                                 |
| 2011 | с   | Достоевский                                   | Аполлинария Суслова                                        |
| 2011 | с   | «Кедр» пронзает небо                          | Дунечка Кошкодаева                                         |
| 2011 | с   | Капли крови на цветущем вереске (Лето волков) | Клавка                                                     |
| 2011 | с   | Охотники за бриллиантами                      | Вероника Пардео                                            |
| 2012 | с   | Любопытная Варвара                            | Нина Романова                                              |
| 2012 | ф   | Клуши                                         | Елена, сотрудница Дарьи                                    |
| 2012 | ф   | Дед Мороз всегда звонит… трижды!              | Ирина, жена Константина, мама Антона и дочь Анны Сергеевны |
| 2012 | с   | Одесса-мама                                   | Оксана                                                     |
| 2013 | ф   | О чём молчат девушки                          | Катя                                                       |
| 2013 | с   | Легенды о Круге                               | Ирина Круг, супруга Круга                                  |
| 2013 | с   | Бесценная любовь                              | Анна Шилова                                                |
| 2013 | ф   | Скольжение                                    | стюардесса                                                 |
| 2014 | с   | Пропавший жених                               | Вита Азарина                                               |
| 2014 | с   | Красотки                                      | эпизод                                                     |
| 2015 | ф   | Ледокол                                       | Люда, жена капитана Петрова                                |
| 2016 | с   | Следователь Тихонов                           | Инга                                                       |
| 2018 | с   | Гранд                                         | Ольга Богдановна                                           |
| 2018 | с   | Мелодия любви                                 | Дина                                                       |
| 2020 | с   | Бомба                                         | Ольга Изотова, заключенная                                 |
| 2021 | с   | Последний министр                             | Елизавета Брик                                             |
| 2022 | ф   | Экспресс                                      | Нина                                                       |
| 2022 | с   | Стая                                          | Ольга Белова                                               |